# 御刻三希堂石渠寶笈法帖
《三希堂法帖》，全稱為《御刻三希堂石渠寶笈法帖》，共32冊，236篇，是清乾隆十二年（1747年）由宮廷編刻的一部大型叢帖。
乾隆十二年令梁詩正等編次內府所藏魏鍾繇至明代董其昌共一百三十五位書法家（含無名氏）的墨跡鉤模鐫刻，選材極精，共收三百四十件楷、行、草書作品，另有題跋二百多件、印章一千六百多方，共九萬多字。
因帖中收有被乾隆帝視為稀世墨寶的三件東晉書跡，即王羲之的《快雪時晴帖》、王珣的《伯遠帖》和王獻之的《中秋帖》，而珍藏這三件希世珍寶的地方又被稱為三希堂，故法帖取名《三希堂法帖》。清人陳焯編有《釋文》刊刻。
乾隆二十年（1755年），蔣溥、汪由敦、稽璜等奉敕編次《續刻三希堂法帖》又名《墨軒堂法帖》，由焦國泰鑴刻。